# Apollo (manzano)
Apollo es el nombre de una variedad cultivar de manzano (Malus domestica).
Criado en el antiguo "Institut für Acker- und Pflanzenbau", Muncheberg, Alemania, resultado del cruce de 'Cox's Orange Pippin' x 'Geheimrat Doktor Oldenburg'. Las frutas de carne blanca, moderadamente de grano fino y firme. Jugosa, agridulce y aromática.

## Historia
'Apollo' es una variedad de manzana, desarrollado en el "Institut für Acker- und Pflanzenbau" en Müncheberg (Alemania) a partir de un cruce de 'Cox's Orange Pippin' x 'Geheimrat Doktor Oldenburg'. Lanzado para el cultivo general en 1976.

## Características
'Apollo' es un árbol vigoroso y tiene ramas medianas a densas. No es sensible a la sarna del manzano ni al mildiu, pero las flores son sensibles a las heladas tardías.
La flor se desarrolla en brotes cortos, que tienen brotes de uno y dos años. Las flores son muy sensibles a las heladas.
'Apollo' tiene una fruta redonda, de tamaño mediano, tiene 69 mm de ancho y 59 mm de alto y pesa 140 gramos. La epidermis es lisa, seca y firme; color de fondo amarillo en la parte inferior y lavada de color rojo anaranjado en la parte de arriba. La pulpa es firme, de color blanco amarillento, es de celulosa medianamente fina, jugosa y armoniosamente dulce y agria.
Su tiempo de recogida de cosecha se inicia desde principios hasta mediados de septiembre, la madurez de septiembre a noviembre.

## Usos
'Apollo' se come fresco, manzana de mesa, pero también es una buena manzana para cocinar.
Recomendada para el huerto familiar, conocida en el cultivo comercial de frutas en la actualidad.

## Ploidismo
Auto estéril. Grupo de polinización: C Día11
Polinizadores: 'Alkmene', 'Cox's Orange Pippin', 'Golden Delicious', 'Golden Winter Pearmain', 'James Grieve', 'Dr. Oldenburg', 'Ontario', 'Transparente blanche', 'Tumanga'.